# Forbes Burnham
Linden Forbes Sampson Burnham (Georgetown, 20 febbraio 1923 – Georgetown, 6 agosto 1985) è stato un politico guyanese.
Fu primo ministro della Guyana indipendente dal 1966 al 1980, e presidente della Guyana dal 1980 al 1985, fino alla propria morte.

## Biografia

### Origini e carriera politica
Nacque a Georgetown, allora nella Guyana britannica, nel 1923, figlio di James Ethelbert Burnham e Rachel Abigail Sampson. Eccellente studente, ottenne una borsa di studio per poter frequentare un'università in Inghilterra.
Studiò all'università di Londra, laureandosi nel 1947 in legge e rientrando in Guyana due anni più tardi. Impegnatosi da subito in politica, diventò presto membro di spicco del Partito Progressista del Popolo, salvo poi distaccarsene nel 1955 per contrasti con la corrente filo-indiana e radicale del partito, guidata da Cheddi Jagan. Fondò allora il Congresso Nazionale del Popolo nel 1957, partito etnico moderato rivolto alla popolazione nera.

### Indipendenza e dittatura
Divenne uno dei capi della lotta indipendentista guyanese, riuscendo ad ottenerla dal Regno Unito nel 1966. Per escludere i marxisti di Jagan dal potere si alleò con la destra guyanese, mantenendo fino al 1970 una politica moderata e allineandosi alle potenze occidentali contro i paesi del blocco sovietico. Dal 1970 tuttavia cambiò politica, avvicinandosi a Cina e Unione Sovietica e aprendosi al commercio soprattutto con i paesi del terzo mondo. Dal 1971 intraprese una grande opera di nazionalizzazione delle attività detenute da compagnie estere, soprattutto piantagioni e miniere di bauxite.
Già dal 1968 il governo di Burnham aveva cominciato ad impiegare massicci brogli elettorali nelle elezioni guyanesi, concedendo il diritto di voto anche ai minorenni. Durante tutti gli anni '70 la Guyana divenne sempre più una dittatura socialista, cominciando a perseguire gli oppositori politici come lo storico Walter Rodney, assassinato da un'autobomba nel 1980. Nel 1977 si lasciò convincere dal predicatore statunitense Jim Jones a permettergli di stabilire una colonia in Guyana, Jonestown, gestita da lui stesso e dalla sua setta, il Tempio del Popolo; dopo il suicidio di massa degli adepti l'anno successivo e l'assassinio del deputato statunitense Leo Ryan sul suolo guyanese Burnham cercò di sminuire la propria responsabilità nell'accaduto.
Nel 1978 completò la propria svolta autoritaria con un referendum farlocco per rafforzare il proprio potere; nel 1980 infine una riforma costituzionale che conferiva al presidente guyanese poteri esecutivi spinse il Capo di Stato Arthur Chung alle dimissioni. Burnham ascese così ai vertici del potere statale, rimanendo in carica fino alla propria morte nel 1985.

### Vita privata e morte
Si era sposato due volte, la prima nel 1951 con Sheila Bernice Lataste, dalla quale aveva avuto tre figlie, Roxanne, Annabelle e Francesca Burnham. Si risposò poi nel 1957 con Viola Victorine Harper, da cui ebbe altri due figli, Melanie e Ulele Burnham. Era di fede metodista.
Dalla salute malferma, il 6 agosto 1985 si sottopose ad un'operazione chirurgica alla gola, che tuttavia lo portò alla morte nel giro di poco tempo. Alla guida della Guyana gli successe il suo vicepresidente Desmond Hoyte.